# 朴彭年
朴彭年（1417年—1456年），字仁叟，號醉琴軒，朝鮮王朝初期的一位學者、官員。死六臣之一。本貫順天朴氏。其生父是朴終林。
1434年通過科舉考試，後來被朝鮮世宗任命為集賢殿學士，參與民族文字訓民正音的創造。後官至左副承旨，1454年，被朝鮮端宗任命為左承旨。
1455年，首陽大君（朝鮮世祖）推翻端宗篡位，引起眾多士大夫的憤怒。朴彭年被世祖任命為忠清道觀察使。他參與了讓端宗復位的密謀，然而由於金礩的背叛，密謀被世祖得知。世祖欣賞朴彭年的才華，承諾若是朴彭年承認自己的王位合法，便要赦免他。朴彭年拒絕向世祖稱臣，在寫給世祖的書信中，故意將「臣」字用「巨」字替換。世祖大怒，將其下獄拷打。他在獄中被折磨而死，屍體被世祖下令車裂，梟首示眾。夷其族，籍沒家產，妻女賜給大臣為奴婢。
肅宗在位的時候，追贈諡號忠正。